# Haaler Au-Niederung
Haaler Au-Niederung este o arie protejată (arie de protecție specială avifaunistică — SPA) din Germania întinsă pe o suprafață de 964 ha, integral pe uscat.

## Localizare
Centrul sitului Haaler Au-Niederung este situat la coordonatele 54°10′01″N 9°31′28″E / 54.1669°N 9.5244°E.

## Înființare
Situl Haaler Au-Niederung a fost declarat arie de protecție specială avifaunistică în septembrie 2004 pentru a proteja 16 specii de animale.

## Biodiversitate
Situată în ecoregiunea atlantică, aria protejată nu include niciun habitat protejat.
La baza desemnării sitului se află mai multe specii protejate de  păsări (16): ciocârlie-de-câmp (Alauda arvensis), pescăruș albastru (Alcedo atthis), rață cârâitoare (Anas querquedula), fâsă de luncă (Anthus pratensis), erete de stuf (Circus aeruginosus), prepeliță (Coturnix coturnix), cristeiul de câmp (Crex crex), lebădă de iarnă (Cygnus cygnus), becațină comună (Gallinago gallinago), sfrâncioc roșiatic (Lanius collurio), Limosa limosa limosa, Luscinia svecica cyanecula, Numenius arquata arquata, chiră de baltă (Sterna hirundo), fluierarul cu picioare roșii (Tringa totanus), nagâț (Vanellus vanellus).
Pe lângă speciile protejate, pe teritoriul sitului au mai fost identificate 1 specie de păsări.